# Oggebbio
Oggebbio (piemontiul: Ogebi) település Olaszországban. Lakosainak száma 849 fő (2023. január 1.). Oggebbio Brezzo di Bedero, Castelveccana, Ghiffa, Aurano, Cannero Riviera, Porto Valtravaglia, Premeno és Trarego Viggiona községekkel határos.

## Népesség
A település népességének változása:
| Lakosok száma | 845  | 855  | 849  |
|               | 2017 | 2018 | 2023 |